# Anthoula Mylonaki
Anthoula Mylonaki (Chania, 10 de junho de 1984) é uma jogadora de polo aquático grega, medalhista olímpica.

## Carreira
Anthoula Mylonaki fez parte do elenco vice-campeão olímpico de Atenas 2004.